# Zabratówka
Zabratówka – wieś w Polsce położona w województwie podkarpackim, w powiecie rzeszowskim, w gminie Chmielnik.
Przez miejscowość przebiega droga wojewódzka nr 877.
| SIMC    | Nazwa      | Rodzaj    |
| ------- | ---------- | --------- |
| 0646587 | Budy       | część wsi |
| 0646593 | Debrza     | część wsi |
| 0646601 | Jaworznik  | część wsi |
| 0646618 | Kłapy      | część wsi |
| 0646624 | Markówki   | część wsi |
| 0646630 | Miasteczko | część wsi |
| 0646647 | Podlas     | część wsi |
| 0646653 | Potoki     | część wsi |
| 0646676 | Rzeki      | część wsi |
| 0646682 | Skalenica  | część wsi |

W latach 1975–1998 miejscowość administracyjnie należała do województwa rzeszowskiego.
Miejscowość jest siedzibą parafii Matki Bożej Różańcowej, należącej do dekanatu Tyczyn, diecezji rzeszowskiej. W Zabratówce w 1906 powstała  szkoła podstawowa, od 2006 nosząca imię Orląt Lwowskich, a od 1934 funkcjonuje jednostka OSP.
W miejscowości urodził się Emil Wąsacz, minister skarbu państwa w rządzie Jerzego Buzka.